# Bréel
Bréel ist eine Ortschaft und eine ehemalige französische Gemeinde mit 141 Einwohnern (Stand: 1. Januar 2022) im Département Orne in der Region Normandie. Sie gehörte zum Kanton Athis-de-l’Orne und zum Arrondissement Argentan.
Mit Wirkung vom 1. Januar 2016 wurden die bisherigen Gemeinden Athis-de-l’Orne, Bréel, La Carneille, Notre-Dame-du-Rocher, Ronfeugerai, Ségrie-Fontaine, Taillebois und Les Tourailles zu einer Commune nouvelle mit dem Namen Athis-Val de Rouvre zusammengeschlossen und haben in der neuen Gemeinde den Status einer Commune déléguée. Der Verwaltungssitz befindet sich im Ort Athis-de-l’Orne.

## Geografie
Bréel liegt 15 Kilometer nordöstlich von Flers am Fluss Rouvre. In der Nähe liegt der Roche d’Oëtre. Bréel liegt in einer hügeligen Landschaft, die Rouvre verliert im Gemeindegebiet 40 Meter an Höhe.

Die Nachbargemeinden von Bréel waren bis 2016 Saint-Philbert-sur-Orne im Norden, La Forêt-Auvray im Osten und Süden, Notre-Dame-du-Rocher im Südwesten und Ségrie-Fontaine im Südosten.

## Geschichte
Ein Kelter aus Granit zur Herstellung von Cidre aus Bréel wurde auf der Weltausstellung 1900 in Paris gezeigt.

## Kultur und Sehenswürdigkeiten
- Dorfkirche (Saint-Pierre-Saint-Paul)
- Chapelle des Corday, Kapelle aus dem 16. Jh.
- Kapelle Blanc Rocher
- Kapelle Saint-Joseph[3]

## Wirtschaft und Infrastruktur
Bréel liegt an der Straße von Truttemer-le-Grand nach La Forêt-Auvray, welche dem Verlauf einer alten Römerstraße folgt. Der Fluss Rouvre wird von Wildwasserfahrern befahren.
In Bréel gibt es heute kaum noch landwirtschaftliche Unternehmen, es gibt aber eine Tischlerei sowie einen Elektriker.

## Bevölkerungsentwicklung
| Jahr      | 1962 | 1968 | 1975 | 1982 | 1990 | 1999 | 2008 | 2013 |
| Einwohner | 115  | 159  | 149  | 141  | 150  | 126  | 132  | 125  |

Im 18. Jahrhundert profitierte Bréel von seinem granithaltigen Boden und hatte bis zu 675 Einwohner.